# Peter Jurasik
Peter Jurasik (né le 25 avril 1950 dans le quartier du Queens, New York, États-Unis), est un acteur américain connu principalement pour le rôle de Londo Mollari, dans la série télévisée de science-fiction des années 1990 Babylon 5, et de Sid the Snitch dans la série des  années 1980 Capitaine Furillo et son spin-off de courte durée, Beverly Hills Buntz.

## Biographie

### Carrière
Au nombre des apparitions de Jurasik en tant qu'invité, on peut noter un rôle d'entomologiste dans un épisode de MacGyver, celui d'un enquêteur du CID, le Capitaine Triplett, dans deux épisodes de M*A*S*H, et du Dr. Oberon Geiger dans trois épisodes de Sliders.
Jurasik a également joué le rôle de Mitch Kline dans la série Bay City Blues, qui a été diffusée brièvement, en 1983.
Au cinéma, il joue dans Tron en 1982, avec son futur partenaire de Babylon 5 Bruce Boxleitner, et interprète Roy, le voisin et père parfait dans Junior le terrible en 1990.
En 1998, il écrit Diplomatic Act  (ISBN 0-671-87788-7) avec William H. Keith, Jr., un roman de science-fiction dans lequel le personnage principal, acteur dans une série de science-fiction, est enlevé par des extraterrestres qui confondent l'acteur et son personnage. Le livre est similaire, au niveau du registre et de l'histoire, à Galaxy Quest, sorti un an plus tard.
En 2000, il apparait dans l'aventure audio Winter for the Adept tirée de la série Doctor Who.
En 2003, il affirme avoir pris sa retraite du monde du spectacle, tout en disant qu'il aimerait continuer à travailler sur Babylon 5.

### Vie privée
Il vit avec sa famille en Caroline du Nord et enseigne l'art dramatique au cinéma au Film Studies Department de l'Université de Caroline du Nord à Wilmington

## Filmographie
- 1981 : Capitaine Furillo (série télévisée) : Sid (saison 2)
- 1982 : Fame (série télévisée) : Frère Timothy (saison 2, épisode 22)
- 1982 : Tron de Steven Lisberger : Crom
- 1985 : Les Enquêtes de Remington Steele (série télévisée) : Jack Dendra (saison 4, épisode 9)
- 1985 : Capitaine Furillo (série télévisée) : Sid (saison 6)
- 1985 : MacGyver (série télévisée) : Dr. Charles Alden (saison 1, épisode 6)
- 1986 : Les deux font la paire (série télévisée) : Dr Will Towne/Wally Tuttle/Popovich (saison 3, épisode 18)
- 1989 : Columbo : Fantasmes (Sex and the Married Detective) (série télévisée) : Dr. Simon Ward
- 1989 : Peter Gunn de Blake Edwards
- 1991 : Junior le terrible (film) : Roy
- 1992 : La Loi de Los Angeles (série télévisée) : Yale Tobias (saison 7, épisode 17)
- 1993 : La Loi de Los Angeles (série télévisée) : Yale Tobias (saison 8, épisode 18)
- 1993 : Babylon 5 (série télévisée) : Londo Mollari (Hors saison, épisodes 1 et 2)
- 1993 : Parents coupables (film) : Braddock
- 1994 : Babylon 5 (série télévisée) : Londo Mollari (saison 1)
- 1995 : Babylon 5 (série télévisée) : Londo Mollari (saison 2)
- 1996 : Babylon 5 (série télévisée) : Londo Mollari (saison 3)
- 1997 : Babylon 5 (série télévisée) : Londo Mollari (saison 4)
- 1998 : 3ème planète après le soleil (série télévisée) : le Principal (saison 4, épisodes 4 et 19)
- 1998 : Babylon 5 (série télévisée) : Londo Mollari (saison 5)
- 1998 : L.A. docs (série télévisée) : Mr Gorman (saison 1, épisode 10)
- 1999 : Sliders : Les Mondes parallèles (série télévisée) : Dr Oberon Geiger (saison 5, épisodes 1, 2 et 17)
- 1999 : New York Police Blues (série télévisée) : Dave Lorenz (saison 7, épisode 11)
- 2000 : Dawson (série télévisée) : Walter (saison 4, épisodes 9 et 21)
- 2004 : Les Frères Scott (série télévisée) : Carl (saison 2, épisode 12)
- 2004 : Le Maître du jeu (film) : Professor Phelan
- 2005 : Drop Dead Diva (série télévisée) : Sloan (saison 1, épisode 5)
- 2009 : Quantum Apocalypse (film) : President Scott